# Challenger de Zadar 2024
El torneo Zadar Open 2024, denominado por razones de patrocinio Falkensteiner Punta Skala Zadar Open fue un torneo de tenis perteneció al ATP Challenger Tour 2024 en la categoría Challenger 75. Se trató de la 4.ª edición, el torneo tuvo lugar en la ciudad de Zadar (Croacia), desde el 18 hasta el 24 de marzo de 2024 sobre pista de tierra batida al aire libre.

## Jugadores participantes del cuadro de individuales
| Favorito | País                            | Jugador           | Rank1 | Posición en el torneo |
| -------- | ------------------------------- | ----------------- | ----- | --------------------- |
| 1        | Bandera de Austria              | Dominic Thiem     | 91    | Segunda ronda         |
| 2        | Bandera de Francia              | Corentin Moutet   | 105   | Primera ronda         |
| 3        | Bandera de Hungría              | Zsombor Piros     | 106   | Segunda ronda         |
| 4        | Bandera de Austria              | Filip Misolic     | 164   | Primera ronda, retiro |
| 5        | Bandera de Francia              | Corentin Moutet   | 169   | Segunda ronda         |
| 6        | Bandera de Italia               | Stefano Travaglia | 189   | Segunda ronda         |
| 7        | Bandera de Francia              | Matteo Martineau  | 190   | Primera ronda         |
| 8        | Bandera de Bosnia y Herzegovina | Nerman Fatić      | 194   | Primera ronda         |

- 1 Se ha tomado en cuenta el ranking del 4 de marzo de 2024.

### Otros participantes
Los siguientes jugadores recibieron una invitación (wild card), por lo tanto ingresan directamente al cuadro principal (WC):
- Matej Dodig
- Nino Serdarušić
- Filip Krajinović

Los siguientes jugadores ingresan al cuadro principal tras disputar el cuadro clasificatorio (Q):
- Mathys Erhard
- Jonáš Forejtek
- Evan Furness
- Arthur Gea
- Sandro Kopp
- Oleksii Krutykh

## Campeones

### Individual Masculino
- Jozef Kovalík derrotó en la final a  Adrian Andreev por 6–4, 6–2

### Dobles Masculino
- Manuel Guinard /  Grégoire Jacq derrotaron en la final a  Roman Jebavý /  Zdeněk Kolář por 6–4, 6–4